# Сема, Анатолий Максимович
Анатолий Максимович Сема (род 18 мая 1938 года, Майкоп) — советский, казахстанский и российский орнитолог.

## Биография
Родился в Майкопе. Отец погиб под тем же Майкопом во время Второй мировой войны. В детстве пережил оккупацию и эвакуацию в Алма-Ату. Выехать из зоны, бывшей в оккупации, удалось только потому, что дядя будущего учёного уже был инвалидом войны в свои девятнадцать лет. А. М. Сема долго и тяжело болел, что затем сказывалось на подвижности всю жизнь. В 1956 году окончил школу в Казахстане. В 1967 защитил кандидатскую диссертацию на тему «Биология обыкновенного скворца на юге Казахстана и снижение его вредоносности на виноградниках». С 1999 года работал научным сотрудником Биологической станции «Рыбачий» Зоологического института РАН. В 2015 году вышел на пенсию.

## Научный вклад
В 1967 впервые записал голос красного вьюрка, малоизученного и в наши дни, а также голоса нескольких других птиц высокогорья. Опубликовал более 50 научных работ, включая монографию о перелётах птиц Казахстана, во многом опередившую свое время. Изучал дневные миграции птиц и их биоакустику. Выступал на всесоюзных и всероссийских научных конференциях.